# Legítimo usuario
En la República Argentina, el legítimo usuario es la persona física o jurídica, que luego de cumplir las exigencias legales y reglamentarias establecidas, se encuentra autorizada para acceder conforme su categoría a los diferentes actos que la normativa vigente prevé para las armas de fuego (tenencia, transporte, uso, portación, comercialización en sus diferentes modalidades, etc.).
La ley 24.492 sancionada en 1995, crea la figura del Legítimo Usuario de Armas de Fuego y establece la obligatoriedad que sea el Registro Nacional de Armas (RENAR) quien otorgue en forma exclusiva las credenciales de Legítimo Usuario y de tenencias sobre armas de fuego, y que todo requerimiento judicial en materia de armas sea oficiado al RENAR.
Entre los requisitos se exige ser mayor de 18 años (La mayoría de edad vigente en la República Argentina), no tener antecedentes penales, demostrar un medio lícito de vida y ser idóneo en el manejo de armas de fuego.

## Tenencia
Una vez obtenida la condición de Legítimo Usuario, para acceder legalmente a un arma de fuego, se debe tramitar las Tenencia de la misma. Debe tenerse una Tarjeta de Tenencia por cada arma, donde consten los datos de la misma.
La tenencia habilita al tenedor a utilizar su arma en lugares habilitados para tal fin o dentro de su propiedad privada y al transporte de la misma.

## Portación
La portación habilita al Legítimo Usuario a disponer de un arma en condiciones de uso inmediato en espacios públicos. La otorgación de portaciones es de carácter restrictivo y solo se entregan cuando hayan justificadas razones para ello.